# Ліпідний профіль
Ліпідний профіль, або ліпідогра́ма — комплексне біохімічне дослідження (медичний тест) складу ліпідів плазми крові.
Ліпіди — широка група різних за хімічною структурою речовин, до яких належать жири, стероли, воски, моногліцериди, дігліцериди, фосфоліпіди, жиророзчинні вітаміни (деякі форми вітамінів A, D, E, K) та інші. Ліпіди виконують в організмі людини велику кількість функцій: вони є структурними компонентами клітинних мембран, ліпідами є деякі сигнальні молекули, також вони виступають в якості енергетичного субстрату.

## Складові
Зазвичай ліпідний профіль (власне ліпідограма) складається з шести показників:
- Загальний холестерин (ЗХС).
- Холестерин ліпопротеїнів низької густини (ХС ЛПНЩ, англ. Low-density lipoproteins, LDL).
- Холестерин ліпопротеїнів дуже низької густини (англ. Very Low-density lipoproteins, VLDL).
- Холестерин ліпопротеїнів високої густини (ХС ЛПВЩ, англ. Hi-density lipoproteins, HDL).
- Тригліцериди (ТГ).
- Коефіцієнт атерогенності (інколи, індекс атерогенності, ІА).

ХС ЛПНЩ та ІА є розрахунковими.
Залежно від технічних можливостей медичної діагностичної лабораторії до складу розширеного ліпідного профілю додатково можуть бути включені інші фракції ліпідів сироватки крові:
- Ліпопротеїн (a) (Lp(a)).
- Холестерин ліпопротеїнів проміжної густини (англ. Intermediate-density Lipoprotein, IDL).
- Фосфоліпіди.
- Гліколіпіди.
- Аполіпопротеїн A1 (Апо-А1).
- Аполіпопротеїн B (Апо-B).
- Вільні жирні кислоти.

## Показання до тесту
Для здорових дорослих людей, які не мають факторів ризику серцево-судинних захворювань, є рекомендації проводити скринінг ліпідного профілю вперше у віці 20 років і надалі 1 раз на п'ять років. Не встановлено певного віку, після якого пацієнти більше не потребують скринінгу.
У випадку наявності інших факторів ризику серцево-судинних захворювань (чоловіки віком понад 40 років, жінки понад 50 років або при настанні більш ранньої менопаузи) і особливо за наявності інших додаткових факторів ризику дослідження ліпідограми повинні проводитися частіше, зокрема у:
- осіб з клінічними проявами серцево-судинних захворювань;
- осіб з виявленими атеросклеротичними бляшками в коронарних та/або сонних артеріях;
- хворих на ЦД, хронічне захворювання нирок, артеріальну гіпертензію, ожиріння, хронічні автоімунні запальні захворювання;
- нащадків осіб з тяжкою дисліпідемією (вимагають моніторингу в спеціалізованих центрах, якщо порушення підтвердяться);
- членів родин осіб з передчасним розвитком серцево-судинних захворювань.

## Інтерпретація показників
Необхідно враховувати, що з часом при накопиченні нових наукових даних межі для оцінки лабораторних показників можуть змінюватися. 

### Загальний холестерин.
Для оцінки рівня загального холестерину Американська асоціація серця (англ. American Heart Association), Національний інститут здоров'я (англ. National Institutes of Health) і Національна освітня програма щодо холестеролу (англ. National Cholesterol Education Program) надали набір рекомендацій. Станом на 2005 рік оцінка представлена у таблиці:

| Рівень, мг/дл | Рівень, ммоль/л | Інтерпретація                                                                                    |
| ------------- | --------------- | ------------------------------------------------------------------------------------------------ |
| <200          | <5,2            | Рекомендований рівень для основної популяції (нижчий ризик серцево-судинних захворювань).        |
| 200 — 240     | 5,2 — 6,2       | Помірно-підвищений рівень загального холестерину, підвищений ризик серцево-судинних захворювань. |
| >240          | >6,2            | Високий рівень загального холестерину, корелює з високим ризиком серцево-судинних захворювань.   |

Слід зауважити, що визначення лише концентрації загального холестерину плазми крові несе мінімум діагностичної інформації і не дозволяє достовірно оцінити ступінь серцево-судинного ризику. Лише кількісна оцінка рівнів фракцій ліпопротеїнів (холестерину високої, низької та дуже низької густини) дає уявлення про стан ліпідного обміну та дозволяє лікарю прийняти обґрунтоване рішення про необхідність медичного втручання.

### Холестерин ліпопротеїнів низької густини.
Для оцінки рівня ЛПНГ Американська асоціація серця (англ. American Heart Association), Національний інститут здоров'я (англ. National Institutes of Health) і Національна освітня програма щодо холестеролу (англ. National Cholesterol Education Program) надали набір рекомендацій. Станом на 2005 рік оцінка представлена у таблиці:
| Рівень, мг/дл | Рівень, ммоль/л | Інтерпретація |
| ------------- | --------------- | --- |
| 25 до <50     | <1,3            | Оптимальний рівень холестеролу ЛПНГ, рівень у здорових маленьких дітей до появи атеросклеротичного нальоту в стінках коронарних артерій.                                                              |
| <70           | <1,8            | Оптимальний рівень холестеролу ЛПНГ, що відповідає нижчим показникам прогресування аретросклерозу; пропагується як цільовий варіант для тих, хто має запущені симптомні серцево-судинні захворювання. |
| <100          | <2,6            | Оптимальний холестерин ЛПНГ, що відповідає нижчим, але не нульовим показникам симптомних серцево-судинних захворювань.                                                                                |
| 100 — 129     | 2,6 — 3,3       | Наближений до оптимального рівня ЛПНГ, що відповідає більш високому ризику розвитку симптомних серцево-судинних захворювань.                                                                          |
| 130 — 159     | 3,3 — 4,1       | Межовий з високим рівень ЛПНГ, що відповідає ще вищому ризику розвитку симптомних серцево-судинних захворювань.                                                                                       |
| 160 — 199     | 4,1 — 4,9       | Високий рівень ЛПНГ, що відповідає вищому за середній ризику розвитку симптомних серцево-судинних захворювань.                                                                                        |
| >200          | >4,9            | Дуже високий рівень ЛПНГ, що відповідає найвищим показникам ризику розвитку симптомних серцево-судинних захворювань.                                                                                  |

### Холестерин ліпопротеїнів дуже низької густини.
Одна з п'яти основних груп ліпопротеїнів. Синтезуються печінкою, часточки мають діаметр 30-80 нм.

### Холестерин ліпопротеїнів високої густини.
Для оцінки рівня ЛПВГ Американська асоціація серця (англ. American Heart Association), Національний інститут здоров'я (англ. National Institutes of Health) і Національна освітня програма щодо холестеролу (англ. National Cholesterol Education Program) надали набір рекомендацій. Станом на 2005 рік оцінка представлена у таблиці:
| Рівень, мг/дл           | Рівень, ммоль/л | Інтерпретація                                                                              |
| ----------------------- | --------------- | ------------------------------------------------------------------------------------------ |
| <40 чоловіки, <50 жінки | <1,03           | Низький рівень холестерину ЛПВГ, корелює з підвищеним ризиком серцево-судинних захворювань |
| 40 — 59                 | 1,03 — 1,55     | Середній рівень ЛПВГ                                                                       |
| >59                     | >1,55           | Високий рівень ЛПВГ, корелює з низьким ризиком серцево-судинних захворювань                |

### Тригліцериди
Тригліцериди (триацилгліцерини) — продукт естерифікації карбонових кислот і трьохатомного спирту гліцерину. Переважно утворюється при гідролізі нейтрального жиру у просвіті тонкого кишечнику в процесі травлення, але також тригліцериди утворюються у тканинах організму людини шляхом ліполізу. Оцінка показників:
| Рівень, ммоль/л | Інтерпретація                                                                           |
| --------------- | --------------------------------------------------------------------------------------- |
| <2,3            | Оптимальний рівень тригліцеридів, ризик серцево-судинних захворювань не підвищений      |
| 2,3 — 5,6       | Незначно підвищений рівень тригліцеридів                                                |
| >5,6            | Високий рівень тригліцеридів, корелює з підвищеним ризиком серцево-судинних захворювань |

### Коефіцієнт атерогенності
Коефіцієнт атерогенності (КА) — співвідношення між атерогенними (ЛПНГ та ЛПДНГ) та антиатерогенними ліпідами (ЛПВГ) (ЛПНГ + ЛПДНГ / ЛПВГ). Нормальний показник КА складає 2 — 3 і свідчить про низький загальний ризик атеросклерозу та ішемічної хвороби серця. Показник у межах від 3 до 4 свідчить про помірний ризик, вище 4 — високий ризик.